# Tallvattensjöarna (naturreservat)
Tallvattensjöarna är ett naturreservat i Dorotea kommun i Västerbottens län.
Området är naturskyddat sedan 2016 och är 3 kvadratkilometer stort. Reservatet ligger omkring Västra Tallvattensjön och består av våtmarker och granskog.